# Käringasjö (Tämta socken, Västergötland)
Käringasjö är en sjö i Borås kommun i Västergötland och ingår i Göta älvs huvudavrinningsområde.